# Walnut (Kalifornien)
Walnut ist eine Vorstadt im östlichen Teil des Los Angeles County in Kalifornien. Das U.S. Census Bureau hat bei der Volkszählung 2020 eine Einwohnerzahl von 28.430 ermittelt.
Walnut belegte auf der Liste lebenswertesten Städte des Money-Magazins im Jahr 2009 den 70. Platz und 2011 den 57. Platz und ist in beiden Jahren die am höchsten platzierte Stadt Kaliforniens im Ranking.
Walnut Valley liegt zwischen den steilen San Jose Hills im Norden und den Puente Hills im Süden. Die Stadt besitzt ein eigenes, hoch angesehenes öffentliches Schulsystem, dem „Walnut Valley Unified School District“. Es wurde von mehreren Quellen in den Top 10 der besten Schuldistrikte im Süden Kaliforniens eingestuft. Ebenso gute Bewertungen besitzt das in Walnut gelegene „Mt. San Antonio Community College“. Walnut ist zudem eine der Städte im San Gabriel Valley mit der niedrigsten Kriminalitätsrate.
Das Stadtgebiet umfasst ungefähr 23 Quadratkilometer (9 Quadratmeilen) Fläche. 2012 lebten laut dem United States Census Bureau 29.661 Einwohner. Entsprechend dem 2010 vorgelegten Zensus belegt das mittlere Haushaltseinkommen in Walnut mit 101.250 US-Dollar einen der Spitzenplätze im Land.
Der Name der Stadt stammt von der Rancho Los Nogales: nogales ist das spanische Wort für „Walnussbäume“ (engl.: walnut trees). Der „California Black Walnut“ ist ein verbreiteter Baum in den San Jose Hills. Walnut ist eine sogenannte „general law city“ und wurde am 19. Januar 1959 eingetragen. Die Stadt wird von einem Stadtrat vertreten, welcher von den Einwohnern gewählt wird. Zudem wählt der Stadtrat für jeweils 12 Monate einen Bürgermeister. Zusätzlich wird ein City Manger für die Überwachung der täglichen Geschäfte der Stadt ernannt.

## Geografie
Walnut grenzt im Süden an die Hänge der San Jose Hills, im Norden und Westen an die Stadt West Covina und im Osten an Pomona. Diamond Bar, Rowland Heights und Industry liegen südlich und La Puente westlich von Walnut. Mehrere kleine Bäche verlaufen südlich der Stadt in Richtung des Tals des San Jose Bachs, welcher Richtung Westen zum San Gabriel River fließt.

## Geschichte
Die Geschichte von Walnut geht bis zu den Tongva Indianern zurück. Die im 18. Jahrhundert ankommenden spanischen Missionare nannten die Indianer Gabrieleño, da sie im Gebiet lebten, welches von der spanischen Mission San Gabriel Arcángel verwaltet wurde. Die Gegend um Walnut war eines der außerhalb liegenden Ranches und hielt für die Mission Vieh und Schafe.
Während der Säkularisierung, also der Aufklärung und der damit einhergehenden Verweltlichung, in den 1830er Jahren wurden die von den Missionen kontrollierten Gebiete in sogenannte ranchos, große Siedlungsgebiete, aufgeteilt, welche durch die spanische und später mexikanische Regierung an wohlhabende Männer überschrieben wurden. In der Region Walnuts war die erste Ranch die Rancho San Jose, welche 1837 auf Ricardo Vejar und Ygnacio Palomares überschrieben wurde. Weitere Ranchos waren die Rancho Los Nogales (1840 an Jose De La Cruz Linares) und Rancho La Puente (1842 an John Rowland und William Workman). Rowland und Workman teilten ihr Gebiet 1868, wobei Rowland die östliche Hälfte und Workman die westliche Hälfte erhielt. Rowlands Land beinhaltete den westlichen Teil von Walnut und das benachbarte Gebiet der heutigen Stadt Rowland Heights. Das Gebiet wurde hauptsächlich zur Viehzucht und zum Getreide-, Trauben- und Obstbaumanbau verwendet.
Das erste U.S. Post Office wurde 1895 eröffnet und bekam den Namen „Lemon“. Später, 1908, wurde der Name zu „Walnut“ geändert. Als Erinnerung an die ersten Tage liegt das U.S. Post Office an der Lemon Avenue, einer der Hauptstraßen der Stadt.
Anlässlich des 200-jährigen Bestehens der Unabhängigkeitserklärung der Vereinigten Staaten 1976 wählte die „Bicentennial Commission“ den Bau des „Lemon Creek Park“ und die Restauration des „William R. Rowland Adobe Redwood Ranch House“ als Walnuts Projekte zu diesem Jubiläum aus. 1872 wurde das 120 km² große Lemon Creek Park Gebiet Eigentum des Sherriffs William Rowland, welches er von seinem Vater, John Rowland, geerbt hatte. Das bescheidene Anwesen wurde 1883 als Haus für Hr. Meridith erbaut, dem Ranch-Vorarbeiter William Rowlands. Das aus Lehmziegel und Rotholz erbaute Ranch Haus ist eines der wenigen noch in diesem Stil erhaltenen Ranch Häuser der Region. Am 1. Oktober 1975 wurde das Gebäude in das National Register of Historic Places aufgenommen.
Walnut, Kalifornien, wird manchmal mit der Stadt Walnut Creek im nördlichen Kalifornien verwechselt.

## Walnut Familien Festival
Walnut veranstaltet jährlich das „Walnut Family Festival“. Am Tag des Festivals sind mehrere Straßen der Stadt (unter anderem Teile von Lemon und La Puente) am Morgen gesperrt und es wird eine Parade veranstaltet, an der lokale Vereine und Gruppen teilnehmen. Am Nachmittag wird eine Messe mit Kabinen, Spielen, Essen und anderen Aktivitäten im Suzanne Park, nahe der Suzanne Middle School, aufgebaut. Das Walnut Familien Festival findet gewöhnlich Früh bzw. Mitte Oktober statt.

## Mt. SAC Relays

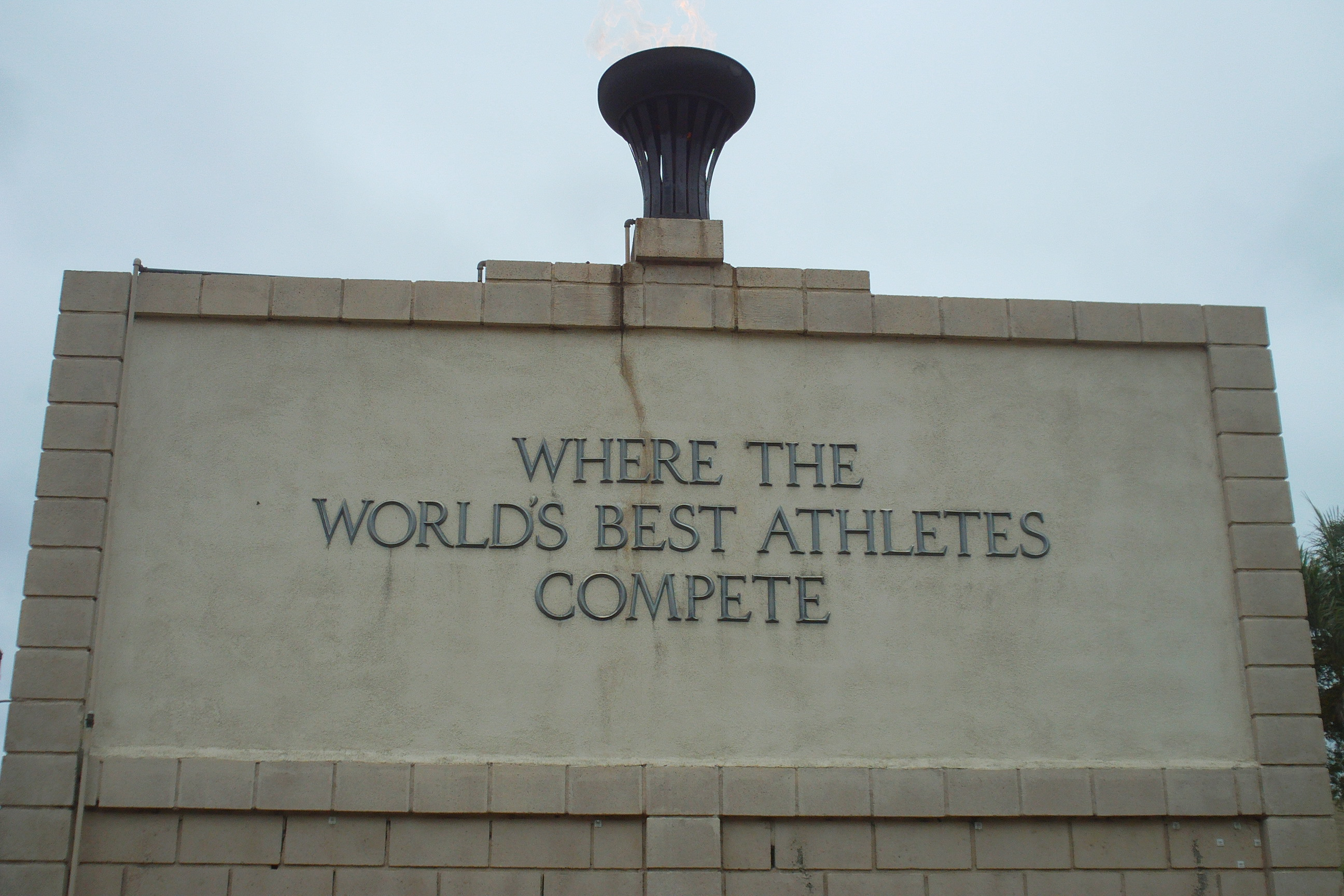
Olympisches Feuer und Wall of Honor am Hilmer Lodge Stadion

Mt. SAC Relays ist ein seit 1959 jährlich stattfindendes Leichtathletik-Festival, welches hauptsächlich im „Hilmer Lodge Stadium“ in der Nähe vom „Mt. San Antonio College“ veranstaltet wird. Das im April stattfindende Festival zieht viele Elite-Athleten aus der ganzen Welt nach Walnut. Diese und andere Leichtathletikveranstaltungen wie die „Olympic Trials 1968“ und zwei Auflagen der „USA Outdoor Track and Field Championship“ brachten Walnut in mehrere Einträge der Nationalen Rekordliste in Leichtathletik. Viele Weltrekorde wurden zudem beim Mt. SAC Relays aufgestellt.
Das im Oktober veranstaltete „Mt. SAC Cross Country Invitational“ ist das größte Crosslauf-Event der Welt.

## Wirtschaft
„Shea Homes“, die in den Vereinigten Staaten agierenden Abteilungen der philippinischen Home Video Gesellschaft „Viva Video, Inc.“ und das japanische Kartenspiel Unternehmen „Bushiroad“ haben ihren Sitz in Walnut.
Laut dem Zensus 2010 hat Walnut ein mittleres Haushaltseinkommen von 101.250 US-Dollar. Insgesamt leben 6,2 % der Bevölkerung unter der bundesstaatlich festgelegten Armutsgrenze.

## Infrastruktur
Das Los Angeles County Sheriff’s Department (LASD) betreibt die Walnut/Diamond Bar Station in Walnut.
Das Los Angeles County Department of Health Services betreibt das Pomona Health Center in Pomona, von wo aus ebenfalls Walnut betreut wird.

## Politik
Im kalifornischen Parlament ist Walnut im 29. Senatsdistrikt, vertreten durch den Demokraten Josh Newman, und im 55. Versammlungsbezirk, vertreten durch den Republikaner Phillip Chen.
Im US-Repräsentantenhaus gehört Walnut zum 39. kalifornischen Kongress Distrikt, vertreten durch den Republikaner Ed Royce.
Während im Kongress- und Senatsdisrtikt und in der Staatsversammlung, denen Walnut zugeordnet ist, tendenziell Republikanische Kandidaten gewählt werden, wählte Walnut über die letzten zwei Jahrzehnte hauptsächlich demokratische Präsidentschaftskandidaten, Gouverneure und Senatorenkandidaten, mit Ausnahme von 2003 und 2006, wo sie Arnold Schwarzenegger wählten. Walnuts Wähler teilen sich in 69,69 % Demokraten und 27,83 % Republikaner auf. Der Rest ist unentschieden.
| Wahlergebnisse von staatsweiten Wahlen | Wahlergebnisse von staatsweiten Wahlen | Wahlergebnisse von staatsweiten Wahlen |
| -------------------------------------- | -------------------------------------- | -------------------------------------- |
| Jahr                                   | Amt                                    | Ergebnis                               |
| 2012                                   | Präsident                              | Obama 57,8 - 40,1 %                    |
| 2012                                   | Senator                                | Feinstein 61,9 - 38,1 %                |
| 2010                                   | Gouverneur                             | Brown 48,8 - 46,5 %                    |
| 2010                                   | Senator                                | Boxer 48,4 - 46,8 %                    |
| 2008                                   | Präsident                              | Obama 56,2 - 42,0 %                    |
| 2006                                   | Gouverneur                             | Schwarzenegger 60,3 - 36,1 %           |
| 2006                                   | Senator                                | Feinstein 58,6 - 37,5 %                |
| 2004                                   | Präsident                              | Kerry 51,1 - 48,0 %                    |
| 2004                                   | Senator                                | Boxer 57,6 - 38,2 %                    |
| 2003                                   | Gouverneur (Recall Election)           | Ja 64,0 - 36,0 %                       |
| 2003                                   | Gouverneur (Recall Election)           | Schwarzenegger 60,1 - 24,2 %           |
| 2002                                   | Gouverneur                             | Davis 47,5 - 45,9 %                    |
| 2000                                   | Präsident                              | Gore 53,4 - 43,6 %                     |
| 2000                                   | Senator                                | Feinstein 55,1 - 38,1 %                |
| 1998                                   | Gouverneur                             | Davis 47,5 - 45,9 %                    |
| 1998                                   | Senator                                | Fong 51,2 - 45,7 %                     |
| 1996                                   | Präsident                              | Clinton 50,0 - 40,1 %                  |
| 1994                                   | Gouverneur                             | Wilson 57,6 - 38,9 %                   |
| 1994                                   | Senator                                | Huffington 50,4 - 40,8 %               |

## Bildung
Die primäre Schulbildung wird hauptsächlich durch das „Walnut Valley Unified School District“ erbracht, welches in verschiedenen Quellen als eines der besten öffentlichen Schuldistrikte im südlichen Kalifornien gewertet wird. Ein Teil der Leistungen wird zudem durch Diamond Bar in Anspruch genommen.
Einige Teile der westlichen Seite von Walnut werden zusätzlich vom „Rowland Unified School District“ betreut.
Zusätzlich hat das Mt. San Antonio College, eines der kalifornischen Community Colleges, seinen Sitz in Walnut, nahe der Grenze zu Pomona.

## Demografie
| Historische Bevölkerungsentwicklung | Historische Bevölkerungsentwicklung |
| Zensus                              | Einwohner                           |
| ----------------------------------- | ----------------------------------- |
| 1960                                | 934                                 |
| 1970                                | 5.992                               |
| 1980                                | 12.478                              |
| 1990                                | 29.105                              |
| 2000                                | 30.004                              |
| 2010                                | 29.172                              |
| 2020                                | 28.430                              |
| U. S. Volkszählung                  |                                     |

Entsprechend dem United States Census 2010 besitzt Walnut ein mittleres Haushaltseinkommen von 101.250 US-Dollar, wovon 6,2 % der Bevölkerung unter der staatlichen Armutsgrenze leben.
Laut der Volkszählung 2010 leben in Walnut 29.172 Einwohner. Die Bevölkerungsdichte betrug 1252 Personen pro Quadratkilometer (3242,8 pro Quadratmeile). Die ethnische Bevölkerungszugehörigkeit teilte sich in 18.567 (63,6 %) asiatische Einwohner, 6913 (23,7 %) Weiße, 824 (2,8 %) Afroamerikaner, 69 (0,2 %) amerikanische Ureinwohner, 28 (0,1 %) pazifische Inselbewohner, 1750 (6,0 %) Personen anderer Rassen und 1021 (3,5 %) mit mehr als zwei Rassen auf. Hispanic oder Latino unabhängig von der Rasse waren 5575 Personen oder 19,1 %.
Laut Zensus lebten 29.138 Einwohner (99,9 %) in einem Haushalt, 22 (0,1 %) lebten in Nicht institutionalisierten Gruppenquartieren und 12 (0 %) in institutionalisierten.
Insgesamt gab es 8533 Haushalte, von denen in 3492 (40,9 %) Kinder unter 18 Jahren lebten, in 6298 (73,8 %) lebten heterosexuelle Lebenspartner zusammen, in 985 (11,5 %) lebten Alleinstehende Frauen, in 394 (4,6 %) Alleinstehende Männer. Es gab 163 (1,9 %) Haushalte mit unverheirateten heterosexuellen Partnerschaften und 26 (0,3 %) mit homosexuellen Partnerschaften. 237 (2,8 %) Haushalte beherbergten Personen, die 65 Jahre oder älter waren. Die durchschnittliche Haushaltsgröße war 3,41 Personen pro Haushalt. In Walnut lebten 7677 Familien (90,0 % aller Haushalte); die durchschnittliche Familiengröße betrug 3,55.
Der Bevölkerungsschnitt ergab 6088 (20,9 %) Personen unter 18 Jahren, 3092 (10,6 %) Personen im Alter zwischen 18 und 24, 6089 (20,9 %) Personen zwischen 25 und 44, 10.339 (35,4 %) Personen zwischen 45 und 64 und 3564 (12,2 %) Personen mit 65 Jahren oder älter. Das mittlere Alter betrug 43,1 Jahre. Auf 100 Frauen kamen insgesamt 96,2 Männer. Auf 100 Frauen unter 18 Jahren kamen 93,6 Männer unter 18 Jahren.
Es gab 8753 Häuser mit einer durchschnittlichen Dichte von 375,7 Häusern pro Quadratkilometer. Davon waren 7536 (88,3 %) vom Eigentümer selbst verwendet und 997 (11,7 %) vermietet. Die Hausbesitzer Leerstandsrate betrug 0,8 %; Die Leerstandsquote bei Vermietern lag bei 4,4 %. 25.504 Personen (87,4 % der Bevölkerung) lebten in Eigentumswohnungen und 3634 Personen (12,5 %) in Mietwohnungen.

## Persönlichkeiten aus Walnut
- Alan Haskvitz, „National Teachers Hall of Fame“, Reader's Digest Held der Bildung, NCSS Nationaler Lehrer des Jahres, Internationaler Lehrer des Jahres (Cherry Award), Learning Magazine Bester Lehrer in Amerika, drei „Golden Bell Awards“, George Washington Medal[36]
- Darius McCrary (* 1976), Schauspieler[37]
- Kyle MacKinnon (* 1987), Eishockey-Spieler, unter anderem für die San Diego Gulls[38]

## NFL Stadium
Im April 2008 veröffentlichte der Geschäftsmann und Miteigentümer der „Los Angeles Lakers and Kings“, Edward P. Roski, Pläne für den Bau eines 800 Millionen Dollar NFL Stadiums in der Nachbarschaft zu „Industry“. Im März 2009 legte Walnut eine Klage gegen den Bau des Stadiums ein, zog diese im September aber wieder zurück.
Am 23. Oktober 2009 unterzeichnete Arnold Schwarzenegger als Gouverneur von Kalifornien einen Gesetzesentwurf, der den Bau des 75.000 Sitzplätze fassenden Stadiums in der Nachbarschaft zu Industry erlaubte. Dieser Entwurf hob zudem eine von Anwohnern eingereichte Klage über die Auswirkungen auf die Umwelt auf.